# 港東中里
港東中里，是台灣南部自清治時期至日治初期的一個行政區劃，其範圍包括今屏東縣的新埤鄉、佳冬鄉、林邊鄉、南州鄉及東港鎮。
港東中里北邊為新園里、港東上里，東邊為蕃地，南邊為港東下里，西邊瀕臨台灣海峽。

## 管轄街庄
港東中里共轄31個街庄：
- 今新埤鄉境內：新埤頭庄、建功庄、打鐵庄、南岸庄、餉潭庄、糞箕湖庄
- 今佳冬鄉境內：茄苳腳庄、葫爐尾庄、塭仔庄、羗園庄、大武丁庄、武丁潭庄、昌隆庄、石光見庄
- 今林邊鄉境內：林仔邊庄、田墘厝庄、(石亟)仔口庄、竹仔腳庄
- 今南州鄉境內：濫頭庄、牛埔庄、巷仔內庄、溪洲庄、車路墘庄、七塊厝庄
- 今東港鎮境內：東港街、新街庄、內關帝庄、大潭新庄、南屏庄、下廍庄、三西和庄